# Улица Новощепной ряд
Новощепной ряд — улица в Одессе, в историческом районе города, от Водопроводной улицы (район Старосенной площади) до пересечения с улицами Преображенской и Старопортофранковской.

## История
Названа так для отличия от щепного ряда на «Привозе», известного с 1809 года.
При Советской власти, 1947—1991, улица называлась «Эстонская».
С обретением Украиной независимости улице было возвращено историческое название.
В мае 2020 было объявлено, что на находящейся в плохом техническом состоянии улице начнется капитальный ремонт — будут заменены трамвайные пути, водопровод, покрытие дороги и тротуаров.

## Достопримечательности
К улице прилегает Старое Христианское кладбище, а также территория Зоопарка и рынка «Привоз».